# Conquer (musikalbum)
Conquer är Soulflys sjätte album, inspelad hösten 2007, släppt sommaren 2008. Samma år, fyra månader innan släpptes albumet Inflikted med Cavalera Conspiracy som är Max Cavaleras andra band tillsammans med sin bror Igor Cavalera, Soulfly-gitarristen Marc Rizzo och Gojiras Joe Duplantier.

## Produktion
Albumet spelades in av Tim C. Lau i The Porch Recording Studio i Orlando, Florida sent 2007 och mixades av Andy Sneap tidigt 2008. Frontmannen Max Cavalera förklarade att han hade mycket influenser av band som Bolt Thrower, Napalm Death och Slayer skriftligen för detta album, som han även förklarade att denna album kommer att få Dark Ages att låta som en popskiva.
En bonusutgåva av albumet släpptes samtidigt, som innehåller tre bonusspår och en DVD. Bonus DVD:n innehåller en hel livekonsert från Warszawa, Polen och även musikvideon till låten "Innerspirit", från föregående albumet Dark Ages.
Låten "Unleash" blev albumets första officiella singel som släpptes den 24 juni 2008. En musikvideo spelades in till samma låt tillsammans med frontmannen Dave Peters från Throwdown (som också visas på albumversionen). Videon regisserades av Robert Sexton.

## Låtlista
1. "Blood Fire War Hate" – 4:59
2. "Unleash" – 5:10
3. "Paranoia" – 5:31
4. "Warmageddon" – 5:23
5. "Enemy Ghost" – 3:02
6. "Rough" – 3:29
7. "Fall Of The Sycophants" – 5:11
8. "Doom" – 5:00
9. "For Those About To Rot" – 6:48
10. "Touching The Void" – 7:26
11. "Soulfly VI" – 5:22

### Bonusspår på digipak
1. "Mypath" - 4:43
2. "Sailing On" (Bad Brains cover) - 4:41
3. "The Beautiful People" (Marilyn Manson cover) - 4:23

### iTunes Bonusspår
1. "Roots Bloody Roots" (Live in Poland) (Sepultura cover) - 3:25
2. "Jumpdafuckup/Bring It" (Live in Poland) - 4:44

### Bonus DVD
Livekonsert från Warszawa, Polen 2005.
1. "Prophecy"
2. "Downstroy"
3. "Seek 'N' Strike"
4. "No Hope = No Fear"
5. "Jumpdafuckup/Bring It"
6. "Living Sacrifice"
7. "Mars"
8. "Brasil"
9. "No"
10. "L.O.T.M."
11. "Porrada"
12. "Drums"
13. "Moses"
14. "Frontlines"
15. "Back To The Primitive"
16. "Eye For An Eyes"
17. "Innerspirit" (Musikvideo)

## Medverkande
- Max Cavalera - sång, gitarr
- Marc Rizzo - gitarr
- Bobby Burns - bas
- Joe Nunez - trummor

### Gäst medverkande
- David Vincent (Morbid Angel) - gästsång på "Blood Fire War Hate"
- Dave Peters (Throwdown) - gästsång på "Unleash"